# MIME
Giao thức mở rộng thư điện tử Internet đa mục đích hay MIME (Multipurpose Internet Mail Extensions) là một tiêu chuẩn Internet về định dạng cho thư điện tử. Hầu như mọi thư điện tử Internet được truyền qua giao thức SMTP theo định dạng MIME. Vì gắn liền với chuẩn SMTP và MIME nên đôi khi thư điện tử Internet còn được gọi là thư điện tử SMTP/MIME.

## Giới thiệu chung
- Văn bản trong các bộ ký tự khác ngoài ASCII
- Các tệp đính kèm phi văn bản: âm thanh, video, hình ảnh, các chương trình ứng dụng vv.
- Nội dung tin nhắn gồm nhiều phần
- Thông tin tiêu đề trong bộ ký tự không phải bảng mã ASCII

MIME được quy định tại 6 liên kết RFC memoranda:  RFC 2045,
 RFC 2046,
 RFC 2047,
 RFC 4288,
 RFC 4289 and 
 RFC 2049; với việc tích hợp với email SMTP được chỉ định cụ thể trong
 RFC 1521 và
 RFC 1522.
Mặc dù MIME được thiết kế chủ yếu cho SMTP, các kiểu nội dung được xác định bởi những tiểu chuẩn MIME cũng có tầm quan trọng trong các giao thức truyền thông ngoài thư điện tử như HTTP cho World Wide Web. Các máy chủ chèn tiêu đề MIME vào phần đầu của bất kỳ truyền tại mạng nào. Người dùng sử dụng tiêu đề kiểu nội dung hoặc kiểu phương tiện này để chọn một ứng dụng trình xem thích hợp với kiểu dữ liệu mà tiêu đề chỉ ra. Một số trình xem được tích hợp vào các nền tảng khách hàng hoặc trình duyệt web (ví dụ hầu hết các trình duyệt đều có trình xem ảnh GIF và JPEG cũng như khả năng xử lý các tệp HTML).

## Mô tả đầu gói tin MIME

### Content-Type
text
html